# Marcelo Lipatín
Marcelo Lipatín (nacido el 28 de enero de 1977) es un exfutbolista uruguayo que se desempeñaba como delantero.
Jugó para clubes como el París Saint-Germain, Montevideo Wanderers, Defensor Sporting, Coritiba, PAS Giannina, Yokohama F. Marinos, Club América, Bari, Grêmio, Marítimo, Nacional, Trofense y J.Malucelli.

## Trayectoria

### Clubes
| Club                 | País     | Año       |
| -------------------- | -------- | --------- |
| París Saint-Germain  | Francia  | 1996-1998 |
| Montevideo Wanderers | Uruguay  | 1998      |
| Defensor Sporting    | Uruguay  | 1998-1999 |
| Coritiba             | Brasil   | 2000      |
| PAS Giannina         | Grecia   | 2000-2001 |
| Yokohama F. Marinos  | Japón    | 2001      |
| Club América         | México   | 2001-2003 |
| Bari                 | Italia   | 2003-2005 |
| Grêmio               | Brasil   | 2005-2006 |
| Marítimo             | Portugal | 2006-2007 |
| Nacional             | Portugal | 2007-2008 |
| Trofense             | Portugal | 2008-2009 |
| J.Malucelli          | Brasil   | 2010      |

## Estadísticas
| Montevideo Wanderers · Uruguay | 1.ª                 | 1998                | 9   | 4  | — | — | —  | — | —  | — | 9   | 4  | 0.44 |
| Defensor Sporting · Uruguay | 1.ª                 | 1999                | 26  | 5  | — | — | —  | — | —  | — | 26  | 5  | 0.19 |
| Coritiba FBC · Brasil | 1.ª                 | 2000                | 15  | 7  | — | — | 3  | 1 | —  | — | 18  | 8  | 0.44 |
| PAS Giannina · Grecia | 1.ª                 | 2000-01             | 9   | 1  | — | — | 2  | 0 | —  | — | 11  | 1  | 0.09 |
| Yokohama F. Marinos Japón | 1.ª                 | 2001                | 1   | 0  | — | — | —  | — | —  | — | 1   | 0  | 0,00 |
| Defensor Sporting · Uruguay | 1.ª                 | 2001                | 5   | 1  | — | — | —  | — | —  | — | 5   | 1  | 0.2  |
| Defensor Sporting · Uruguay | Total club          | Total club          | 31  | 6  | 0 | 0 | 0  | 0 | 0  | 0 | 31  | 6  | 0.19 |
| Club América · México | 1.ª                 | 2002                | 14  | 3  | — | — | —  | — | 7  | 2 | 21  | 5  | 0.24 |
| Club América · México | 1.ª                 | 2002-03             | 31  | 11 | — | — | —  | — | 6  | 4 | 37  | 15 | 0.41 |
| Club América · México | Total club          | Total club          | 45  | 14 | 0 | 0 | 0  | 0 | 13 | 6 | 58  | 20 | 0.34 |
| US Bari · Italia | 2.ª                 | 2003-04             | 32  | 2  | — | — | 1  | 0 | —  | — | 33  | 2  | 0.06 |
| US Bari · Italia | 2.ª                 | 2004-05             | 10  | 0  | — | — | 1  | 1 | —  | — | 11  | 1  | 0.09 |
| US Bari · Italia | Total club          | Total club          | 42  | 2  | 0 | 0 | 2  | 1 | 0  | 0 | 44  | 3  | 0.07 |
| Grêmio FBPA · Brasil | 2.ª                 | 2005                | 9   | 2  | — | — | —  | — | —  | — | 9   | 2  | 0.22 |
| Grêmio FBPA · Brasil | 1.ª                 | 2006                | —   | —  | 9 | 1 | 1  | 0 | —  | — | 10  | 1  | 0,10 |
| Grêmio FBPA · Brasil | Total club          | Total club          | 9   | 2  | 9 | 1 | 1  | 0 | 0  | 0 | 19  | 3  | 0.16 |
| CS Marítimo Portugal | 1.ª                 | 2006-07             | 26  | 7  | — | — | 1  | 0 | —  | — | 27  | 7  | 0.26 |
| Nacional de Madeira Portugal | 1.ª                 | 2007-08             | 26  | 6  | — | — | 2  | 3 | —  | — | 28  | 9  | 0.32 |
| CD Trofense Portugal | 1.ª                 | 2008-09             | 13  | 1  | — | — | 5  | 0 | —  | — | 18  | 1  | 0.06 |
| Corinthians Paranaense · Brasil | 4.ª                 | 2010                | —   | —  | — | — | 1  | 1 | —  | — | 1   | 1  | 1,00 |
| Total en su carrera | Total en su carrera | Total en su carrera | 217 | 53 | 9 | 1 | 17 | 6 | 13 | 6 | 256 | 66 | 0.26 |
| (1) Incluye datos de Campeonato Gaúcho (1985-86). (2) Incluye datos de FA Cup (1978-81) y Copa de la Liga de Inglaterra (1978-81). (3) Incluye datos de Copa Libertadores de América (1976-84). (4) Media de goles por encuentro. No incluye goles en partidos amistosos. |                     |                     |     |    |   |   |    |   |    |   |     |    |      |

## Palmarés

### Campeonatos nacionales
| Título           | Club         | País   | Año  |
| ---------------- | ------------ | ------ | ---- |
| Primera División | C.F. América | México | 2002 |